# Pentatlon modern la Jocurile Olimpice de vară din 2012
Competițiile de pentatlon modern la Jocurile Olimpice de vară din 2012 din Londra s-au desfășurat în ultimele două zile ale Jocurilor Olimpice, adică în 11 și în 12 august 2012. Numărul bărbaților participanți a fost egal cu cel al femeilor, adică 36. Locurile de desfășurare au fost Copper Box pentru scrimă, Centrul Acvatic din Parcul Olimpic pentru natație, și Parcul Greenwich pentru călărie, alergat și împușcături.

## Țări calificate
- Argentina
- Australia
- Austria
- Belarus
- Brazilia
- Canada
- Chile
- China
- Coreea de Sud
- Egipt
- Franța
- Germania
- Guatemala
- Italia
- Japonia
- Kazahstan
- Letonia
- Lituania
- Marea Britanie
- Mexic
- Rusia
- Statele Unite
- Ucraina
- Ungaria

## Medaliați
| Probă    | Aur                                 | Argint                                 | Bronz                         |
| Masculin | David Svoboda · Cehia (CZE)         | Cao Zhongrong · China (CHN)            | Ádám Marosi · Ungaria (HUN)   |
| Feminin  | Laura Asadauskaitė · Lituania (LTU) | Samantha Murray · Marea Britanie (GBR) | Yane Marques · Brazilia (BRA) |

## Clasament pe medalii
| Loc   | Țară                 | Aur | Argint | Bronz | Total |
| ----- | -------------------- | --- | ------ | ----- | ----- |
| 1     | Cehia (CZE)          | 1   | 0      | 0     | 1     |
| 1     | Lituania (LTU)       | 1   | 0      | 0     | 1     |
| 3     | China (CHN)          | 0   | 1      | 0     | 1     |
| 3     | Marea Britanie (GBR) | 0   | 1      | 0     | 1     |
| 5     | Brazilia (BRA)       | 0   | 0      | 1     | 1     |
| 5     | Ungaria (HUN)        | 0   | 0      | 1     | 1     |
| Total | Total                | 2   | 2      | 2     | 6     |